# ローヒッチャ経
『ローヒッチャ経』（ローヒッチャきょう、巴: Lohicca-sutta、ローヒッチャ・スッタ）とは、パーリ仏典経蔵長部の第12経。漢訳で『露遮経』（ろしゃきょう）とも表現する。
類似の伝統漢訳経典として、『長阿含経』（大正蔵1）の第29経「露遮経」がある。
経名は、経中に登場するバラモンであるローヒッチャ（露遮）に因む。

## 構成

### 登場人物
- 釈迦
- ローヒッチャ - バラモン

### 場面設定
ある時、釈迦は500人の比丘と共にコーサラ国のサーラヴァティカ村に滞在していた。
そこのパラモンであるローヒッチャは、十の称号（十号）と共に釈迦の評判を聞き、彼を訪ねてみることにした。
ローヒッチャは、真理を悟り語るという釈迦に、なぜ自分を縛っていたものについてわざわざ語るのか問うと、釈迦は自らが獲得したものを分け与えるのが当然であることを説く。更に釈迦は非難される師弟の関係として、
- 師が真理を悟ってないのに法を説き、弟子がそれを信じていない関係
- 師が真理を悟ってないのに法を説き、弟子がそれを信じている関係
- 師が真理を悟って法を説いているのに、弟子がそれを信じていない関係

の3つを挙げ、そうでない
- 師が真理を悟って法を説き、弟子がそれを信じている関係

はどうすれば可能か、その実践として、十善戒、六根清浄、正念正智、三衣一鉢による満足、五蓋の除去（五禅支の生成）、四禅、六神通について述べる。
ローマサカンギヤバは法悦し、三宝への帰依を誓う。

## 日本語訳
- 『南伝大蔵経・経蔵・長部経典1』（第6巻） 大蔵出版
- 『パーリ仏典 長部（ディーガニカーヤ）戒蘊篇II』 片山一良訳 大蔵出版
- 『原始仏典 長部経典1』 中村元監修 春秋社